# Zoubir Zmit
Zoubir Zmit (* 11. Juni 1975 in Meftah) ist ein ehemaliger algerischer Fußballspieler. Der Mittelfeldspieler spielte zuletzt bei ESM Koléa.
Er spielte von 1999 bis 2003 für RC Kouba, danach war er zwei Jahre bei USM Blida. 2005 wechselte er zum MC Alger. Mit dem Klub gewann er 2006 und 2007 den algerischen Pokal und den Supercup. 2008/09 spielte er wieder bei Blida und die nächste Saison beim MC Oran. Von 2010 bis 2012 stand er beim CS Constantine unter Vertrag und wechselte dann zu MO Constantine. Dort war ein Dopingtest von ihm positiv, weswegen er 2013 für drei Monate gesperrt wurde. Mitte 2013 wechselte er zu AS Khroub, ein Jahr später zu ESM Koléa, wo er seine Laufbahn beendete.